# Fabio Caressa

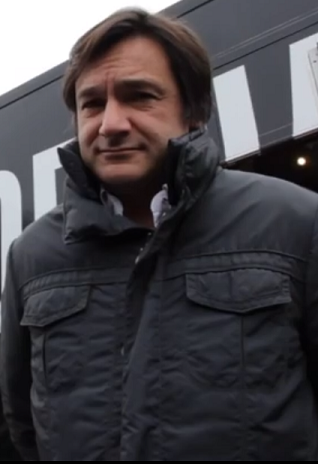
Fabio Caressa in 2016

Fabio Caressa (* 18. April 1967 in Rom) ist ein italienischer Journalist und Sportreporter. Er kommentiert derzeit Fußballspiele auf Sky Italia.
Bei den Olympischen Sommerspielen 2012 in London kommentierte er mit Massimiliano Rosolino die Schwimmwettbewerbe für Sky Italia.
Fabio Caressa ist mit Benedetta Parodi verheiratet, ehemalige Nachrichtensprecherin und Fernsehköchin, mit der er drei Kinder hat.

## Schriften
- Andiamo a Berlino. Baldini Castoldi Dalai, Milano 2006, ISBN 978-88-6073-044-2.
- Gli angeli non vanno mai in fuorigioco. La favola del calcio raccontata a mio figlio. A. Mondadori, Milano 2012, ISBN 978-88-04-62025-9.